# تشونغ اوي سون
تشونغ اوي سون (بالكورية: 정의선)‏ (18 أكتوبر 1970 في كوريا الجنوبية - ) شخصية أعمال من كوريا الجنوبية.